# مطار برج باجي مختار
مطار برج باجي مختار، (إياتا: BMW، إيكاو: DATM) هو مطار يقع 4 كلم شمالي مدينة برج باجي مختار أقصى جنوب الجزائر

## الوجهات
| شركـات طيـران           | الوجهات       |
| ----------------------- | ------------- |
| الخطوط الجوية الجزائرية | تيميمون أدرار |